# Marko Anttila
Marko Anttila, född 27 maj 1985 i Lembois i Birkaland, är en finländsk före detta professionell ishockeyspelare som avslutade sin karriär i Kärpät i FM-ligan. Han spelade tidigare för bland annat Ilves, Jokerit och Örebro HK.

## Klubbar
- LeKi (2003/2004)
- Ilves (2004/2005–2010/2011)
- TPS Åbo (2011/2012–2012/2013)
- Metallurg Novokuznetsk (2013/2014)
- Ariada Volzjsk (2013/2014)
- Örebro HK (2013/2014–2015/2016)
- Jokerit (2016/2017–2021/2022)
- Ilves (2021/2022)
- Kärpät (2022/2023–2024/2025)